# UTC+13:45
UTC+13:45 je vremenska zona koja se koristi:

## Kao ljetno vrijeme (južnoj hemisferi ljeti)
- Novi Zeland
  - Otoci Chatham

## Vanjske poveznice
- Gradovi u vremenskoj zoni UTC+13:45